# Congresso dos Sovietes
O Congresso dos Sovietes criado em 1917 foi o maior corpo estatal da República Socialista Federativa Soviética da Rússia e da URSS durante dois períodos: 1917-1936 e 1989-1991. O Congresso se compunha de representantes dos sovietes urbanos e dos sovietes de governo de cada república socialista soviética. 
Originalmente seu nome completo era "Congresso dos Deputados dos Sovietes de Trabalhadores, Soldados e Camponeses". Também era conhecido como "Congresso dos Deputados do Povo."
O Congresso dos Sovietes da União Soviética (URSS) foi instituído pela Constituição Soviética de 1924, concebido pelo constituinte como órgão todo poderoso, nos moldes da Convenção da I República Francesa. 
Convocado uma vez por ano, competia-lhe ratificar as decisões tomadas pelos dirigentes do  Comitê Executivo Central, ao qual, como assembléia soberana, delegava uma parte dos seus poderes. Mas seu papel foi rapidamente deturpado, em proveito do Partido Comunista, notadamente na era Stalin. Uma vez que os chefes do Partido eram também membros do Comitê Executivo Central, o Congresso dos Sovietes somente ratificava as decisões  do Politburo ou as resoluções dos congressos do PCUS, servindo apenas como tribuna de propaganda do regime. 
A Constituição soviética de 1924, primeira tentativa de constituição federal da jovem União soviética, foi substituída pela Constituição soviética de 1936, que eliminou o  Congresso dos Sovietes, fazendo do Soviete Supremo o principal órgão de governo da URSS - do qual o Comitê Central do Partido Comunista tinha total controle.